# کاکایی‌های رنگین‌سر
کاکایی‌های رنگین‌سر (نام علمی: Chroicocephalus) سرده‌ای از کاکاییان به جثه متوسط و کوچک است که اعضای آن اغلب دارای رنگ‌آمیزی بر روی سرشان هستند. اعضای این سرده پیشتر در سردهٔ بزرگتر کاکایی‌ها قرار داشتند.

## گونه‌ها
- کاکایی نقره‌ای، Chroicocephalus novaehollandiae
- کاکایی نوک‌قرمز، Chroicocephalus scopulinus
- کاکایی هارتلاب، Chroicocephalus hartlaubii
- کاکایی ساندرز، Chroicocephalus saundersi
- کاکایی قهوه‌ای‌وشم، Chroicocephalus maculipennis
- کاکایی سرخاکستری، Chroicocephalus cirrocephalus
- کاکایی آند، Chroicocephalus serranus
- کاکایی نوک‌سیاه، Chroicocephalus bulleri
- کاکایی سرقهوه‌ای، Chroicocephalus brunnicephalus
- کاکایی سرسیاه، Chroicocephalus ridibundus
- کاکایی نوک‌باریک، Chroicocephalus genei
- کاکایی بناپارت، Chroicocephalus philadelphia
- † کاکایی هواهاین، Chroicocephalus utunui